# جيكب آباد
جَيْكَب آبَاد (بالأردية: جیکب آباد) مدينة في باكستان، تقع في Jacobabad District ‏ ، وهي عاصمتها، بلغ عدد سكانها 200,815 نسمة وذلك حسب إحصائيات سنة 2017.